# Snook (banda)
Snook es una banda sueca de hip hop originaria de Estocolmo. El grupo formado, en el 2000, consiste en Oskar "Kihlen" Linnros y Daniel "Danne" Adams-Ray. Snook muchas veces se burla del rap tradicional y trata de renovarlo. Han lanzado dos álbumes de estudio y muchos sencillos. Gozan de un cierto nivel de popularidad en su país natal.
En 2006 fueron los ganadores a Mejor Artista Suecia en los MTV Europe Music Awards de Copenhague.
Snook fue un dúo sueco de hip hop formado por Oskar Linnros y Daniel Adams-Ray, conocido por su enfoque fresco y humorístico dentro del panorama musical escandinavo. Su estilo mezclaba letras ingeniosas con ritmos pegajosos, desafiando las convenciones del rap tradicional en sueco. Activos principalmente a principios de los 2000, lograron destacarse por su autenticidad y por aportar una nueva energía al género urbano del país. Aunque su tiempo juntos fue breve, su impacto dejó una huella duradera en la escena musical sueca.

## Discografía

### Álbumes de estudio
- Vi vet inte vart vi ska men vi ska komma dit - (2004)
- Är - (2006)

### Sencillos
- Såpbubblor - (2004)
- Mister Cool - (2004)
- Lejonhjärta (feat. Organism 12) - (2005)
- Snook, svett och tårar - (2006)
- Längst fram i taxin - (2006)
- Kommer ifrån (2006)